# Булгаківська сільська рада
| Булгаківська сільська рада — колишній орган місцевого самоврядування у Кремінському районі Луганської області з адміністративним центром у с. Булгаківка. Водоймища на території, підпорядкованій даній раді: річка Борова. Сільській раді були підпорядковані населені пункти: - с. Булгаківка - с. Прогрес - с. Шевченко |

## Склад ради
Рада складалася з 12 депутатів та голови.

### Керівний склад ради
| ПІБ                       | Основні відомості                                                         | Дата обрання | Дата звільнення |
| ------------------------- | ------------------------------------------------------------------------- | ------------ | --------------- |
| Куценко Микола Андрійович | Сільський голова, 1950 року народження, освіта, безпартійний              | 26.03.2006   | 31.10.2010      |
| Куценко Микола Андрійович | Сільський голова, 1950 року народження, освіта вища, член Партії регіонів | 31.10.2010   |                 |

Примітка: таблиця складена за даними джерела